# Setubinha
Setubinha is een gemeente in de Braziliaanse deelstaat Minas Gerais. De gemeente telt 11.588 inwoners (schatting 2009).

## Aangrenzende gemeenten
De gemeente grenst aan Angelândia, Capelinha, Ladainha, Malacacheta, Minas Novas en Novo Cruzeiro.